# Uppgörelsen - 12 and Holding
Uppgörelsen - 12 and Holding är en amerikansk långfilm från 2005 i regi av Michael Cuesta.

## Handling
Tvillingarna Jacob och Rudy har en koja i skogen där de brukar slappa, leka och umgås med sina vänner. Tvillingarna blir mobbade av två äldre pojkar och en kväll bestämmer sig mobbarna för att bränna ner kojan. Men de vet inte att Rudy befinner sig inne i kojan tillsammans med sin kompis Leonard. Leonard överlever men Rudy dör. De två mobbarna döms till ett års fängelse. Jacob planerar att hämnas. Samtidigt tampas hans vänner Leonard och Malee med sina egna problem.

## Rollista i urval
- Conor Donovan - Jacob och Rudy
- Jesse Camacho - Leonard
- Zoe Weizenbaum - Malee
- Jeremy Renner - Gus
- Annabella Sciorra - Carla
- Marcia DeBonis - Grace
- Tom McGowan - Patrick